# Bolesław Dąbrowski (1902–1943)
Bolesław Dąbrowski (ur. 16 lipca 1902, zm. 31 stycznia 1943) – polski rolnik, Sprawiedliwy wśród Narodów Świata

## Życiorys
Bolesław Dąbrowski żył z małżonką Zofią z domu Rojak i trójką dzieci: Stanisławą, Stanisławem i Henrykiem w miejscowości Starościn-Kolonia w województwie lubelskim. Prowadził gospodarstwo rolne, gdzie od 1942 r. udzielał schronienia siedmiu Żydom, informując rodzinę i sąsiadów, że są to jego krewni. Kryjówka mieściła się w stodole, a w chłodnym półroczu w domu Dąbrowskiego. Ze względu na dużą liczbę osób w domu Dąbrowskich, córka Stanisława została przeprowadzona do zamieszkałej w Piotrowicach-Kolonii cioci, Anny Kuziołek, której pomagała w pracach gospodarczych. Sąsiedzi zamieszkali najbliżej Dąbrowskich zdawali sobie sprawę z ukrywanych Żydów, jednak zachowali milczenie. W styczniu 1943 r. Dąbrowski użyczył miejsca na nocleg trzem Żydom. Byli to Frank Blaichman, Frank Lewin, jego kuzyn, a także Awram Reiss. Tego samego dnia zostały wszczęte przeszukiwania wioski. Gdy przeszukiwania objęły posesję Dąbrowskiego, jeden z ukrywających się Żydów oddał strzał, po czym żandarmi wycofali się. Czwórka z ukrywających się Żydów została zastrzelona podczas próby ucieczki. Pozostałe trzy osoby zostały zabite na terenie gospodarstwa, które zostało później spalone razem z inwentarzem. Dąbrowski został zmuszony przez żandarmów by zaprząc konia i ruszyć furmanką w kierunku Kamionki. Na wysokości lasu Borek Dąbrowski został zmuszony przez żandarmów do podjęcia ucieczki, po czym został przez nich zastrzelony. Ciało Bolesława zostało pochowane przy drodze pod lasem.
Bolesław Dąbrowski został w 1994 r. pośmiertnie odznaczony medalem „Sprawiedliwy wśród Narodów Świata”.
Ukrywający się:
- Frank Bleichman bądź Efrajm Blajchman, ur. 1922
- Blimka Lamberg
- Frank Levin bądź Leviński
- Avram Reiss
- 7 nieznanych z nazwiska osób